# Hanawa
Hanawa (japanska: 塙町?, Hanawa-machi) är en landskommun (köping) i Fukushima prefektur i Japan.  